# クロスベイ新湊

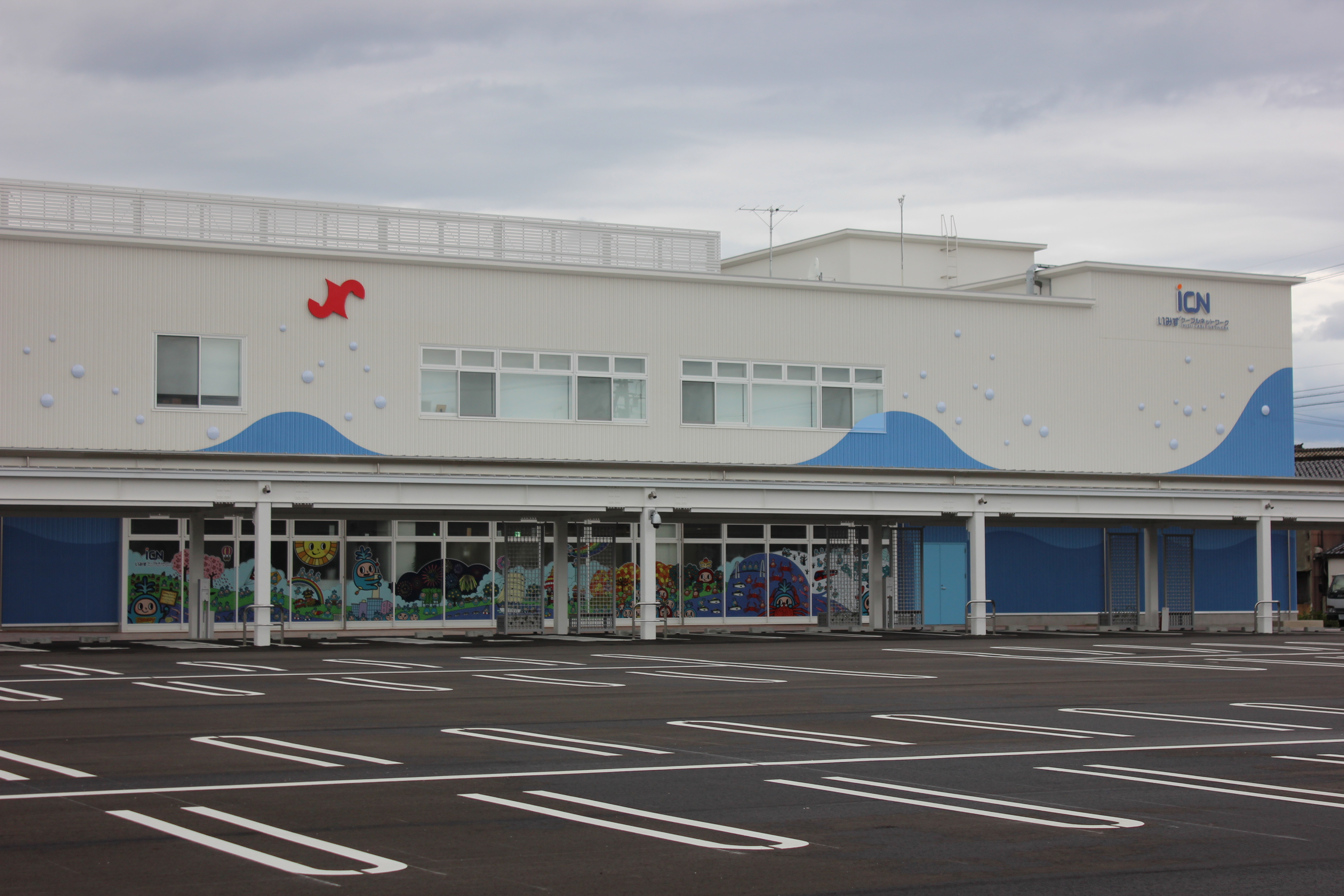
クロスベイ新湊の建物外観

クロスベイ新湊（クロスベイしんみなと 英：CROSS BAY SHINMINATO）は、富山県射水市本町2丁目10番30号に所在する複合施設である。旧新湊市役所の跡地に建設されている。
「クロスベイ新湊」の名称は、クロス（Cross) - 交流・交わり、ベイ（Bay） - 湾・入江・港に由来している。

## 概要
鉄筋2階建て、延床面積約4,500m2の建物で、大和リースによって約19億円かけて整備された。2020年7月6日に射水商工会議所と射水ケーブルネットワークが移転・業務開始し一部開業、同年8月1日に全面開業した。当初は同年6月1日の一部開業の予定であったが、新型コロナウイルス感染症の流行の影響や資材の撤去の事情から延期されていた。
2023年3月19日に隣接地（射水商工会議所跡地）にホテル『第一イン新湊』が移転し、同ホテルとは2階に設けられた連絡通路で接続されている。

## 入居施設
出典→
1階
- 射水ケーブルネットワーク（2階にも一部入居）
- 射水市観光交流センター
  - インフォメーション
  - 射水市観光協会[6]
  - クロスポート
  - 子ども用ボルダリング
  - 飲食店
  - シェアキッチン（2室）
  - 学習コーナー
  - 展望パーゴラ
  - ポートタウン（屋外パーゴラ）

2階
- 射水商工会議所
- iCNホール

屋上
- クロスベイ展望テラス
- 東屋（RF）
- パーゴラ（RF）

## その他
- 営業時間は9時 - 21時半。12月29日 - 1月3日、メンテナンスのための臨時休館日を除き毎日開館。
- 駐車場は165台で、4時間まで無料、以降は1時間ごとに100円、24時間ごとに500円加算。
- フリーWi-Fiを完備[7]。